# Star Trek II: Furia lui Khan
Star Trek II: Furia lui Khan (Star Trek II: The Wrath of Khan) este un film științifico-fantastic american din 1982, regizat de Nicholas Meyer, scris de Jack B. Sowards și produs și realizat de Paramount Pictures. Este bazat pe serialul Star Trek creat de Gene Roddenberry. Este al doilea film din seria de filme Star Trek după Star Trek: Filmul (1979). Furia lui Khan continuă povestea din cel de-al 22-lea episod din Star Trek: Seria originală, sezonul I, Space Seed în care Khan este exilat pe o planetă din sistemul Alpha Ceti. În film, Khan (Ricardo Montalban) împreună cu banda sa de oameni cu superputeri scapă din exilul de 15 ani de pe planetă și fură un dispozitiv secret de terraformare numit  Proiectul Genesis și pregătește o capcană letală pentru vechiul său rival, James T. Kirk (William Shatner). Furia lui Khan este începutul unei povești mai ample care continuă cu filmul Star Trek III: În căutarea lui Spock (1984) și se încheie cu filmul Star Trek IV: Călătoria acasă (1986).
După ce criticii au considerat mediocru primul film care a avut și o performanță comercială scăzută, creatorul seriei Gene Roddenberry a fost forțat să stea deoparte de producția noului film. Producătorul executiv Harve Bennett a scris schița originală a filmului, pe care Jack B. Sowards a dezvoltat-o într-un scenariu complet. Regizorul Nicholas Meyer a terminat scenariul final în 12 zile, fără a accepta să fie menționat ca scenarist alături de . Abordarea lui Meyer a fost de a evoca atmosfera eroică-romantică (swashbuckler) din seria originală, și această temă a fost întărită de coloana muzicală a lui James Horner. Leonard Nimoy nu intenționa să joace un rol în această continuare, dar a fost ispitit de promisiunea că personajul său va avea o scenă dramatică a morții. Reacția negativă a audienței la moartea lui Spock a dus la revizuiri semnificative ale încheierii filmului în ciuda obiecțiilor categorice ale lui Meyer. Echipa de producție a folosit diferite tehnici de reducere a costurilor pentru a păstra producția în limitele bugetului, inclusiv prin utilizarea unor modele în miniatură din proiectele anterioare și a reutilizării decorurilor, a unor efecte speciale de arhivă și a costumelor din primul film. Printre realizările tehnice ale filmului: Furia lui Khan este primul film de lung metraj care conține o secvență creată în întregime cu grafică generată de calculator: scena cu demonstrarea efectelor dispozitivului Genesis asupra unei planete pustii.
Furia  lui Khan a fost lansat în America de Nord la 4 iunie 1982 de Paramount Pictures. A fost un succes de box office, câștigând 97 de milioane de dolari americani în întreaga lume. Reacția criticilor de film a fost pozitivă; cu recenzii care au subliniat caracterul lui Khan, ritmul filmului și interacțiunile personajelor ca elemente puternice. Reacțiile negative au vizat efectele speciale slabe și unele dintre interpretările actoricești. Furia  lui Khan este considerat de majoritatea ca fiind unul dintre cele mai bune filme din seria Star Trek și este adesea creditat cu reînnoirea interesului substanțial față de această franciză.

## Povestea
Filmul începe în anul 2285, cu locotenentul vulcanian Saavik (Kirstie Alley) aflat la comanda navei stelare USS Enterprise.  Nava este într-o misiune de salvare a echipajului unei nave avariate în Zona Neutră aflată de-a lungul frontierei cu imperiul klingonian, dar este atacată de un crucișător klingonian și este la rândul ei avariată grav. „Atacul” este de fapt un exercițiu de antrenament, cunoscut ca „Kobayashi Maru”; un scenariu fără-victorie conceput pentru a testa caracterul ofițerilor Flotei Stelare. Amiralul James T. Kirk supraveghează sesiunea simulată a antrenamentului căpitanului Spock.
Între timp, USS Reliant se află într-o misiune de căutare a unei planete fără viață pentru testarea dispozitivului Genesis, o tehnologie destinată să reorganizeze materia pentru a crea lumi locuibile pentru colonizare. Comandantul Pavel Chekov și căpitanul Clark Terrell se îndreaptă spre suprafața unei posibile planete candidate, despre care cred că este Ceti Alfa VI; odată acolo, sunt capturați de tiranul modificat genetic, Khan Noonien Singh. Cu cincisprezece ani în urmă (vedeți episodul original "Space Seed"), Enterprise a descoperit nava lui Khan plutind în spațiu; Kirk l-a exilat pe Khan și pe ceilalți supraoameni pe Ceti Alpha V după ce aceștia au încercat să preia conducerea Enterprise. Dupa ce au fost exilați, Ceti Alpha VI a explodat, schimbând orbita lui Ceti Alpha V și distrugând ecosistemul acesteia. Khan îl consideră vinovat pe Kirk pentru moartea soției sale și intenționează să se răzbune. El implantează în Chekov și în Terrell două creaturi indigene (larve) care intră în urechile victimelor și le fac sensibile la controlul minții. Cu „ajutorul” celor doi, Khan preia controlul navei Reliant. După ce află de programul Genesis, Khan atacă stația spațială Regula I unde dispozitivul Genesis este dezvoltat de fosta iubită a lui Kirk, dr. Carol Marcus și de fiul lor, David.
Enterprise începe o călătorie de antrenament de trei săptămâni. Kirk preia comanda după ce nava primește un apel de primejdie de la Regula I. Pe drum, Enterprise este atacată de Reliant, ceea ce provoacă decesul și rănirea mai multor stagiari. Khan deschide frecvențele video către Enterprise și se oferă să cruțe echipajul lui Kirk dacă îi predă toate materialele legate de Genesis. Kirk trage de timp și folosește codul de control al lui Reliant pentru a-i coborî scuturile de la distanță, permițând Enterprise să contracareze. Khan este forțat să se retragă și să efectueze reparații, în timp ce Enterprise se cuplează la stația Regula I. Kirk, McCoy și Saavik se îndreaptă spre stație și îi găsesc pe Terrell și Chekov în viață, alături de personalul ucis al dr. Marcus. Ei află curând că dr. Carol și David se ascund adânc în interiorul planetoidului Regula. Khan, după ce i-a folosit pe Terrell și pe Chekov ca spioni, le ordonă să-l ucidă pe Kirk; Terrell rezistă influenței parazitului și se ucide în timp ce Chekov se prăbușește când parazitul îi iese prin ureche.  Khan transportă Genesis la bordul navei Reliant. Khan crede greșit că dușmanul său a rămas blocat pe Regula I la fel cum el a rămas blocat ani în urmă pe Ceti Alfa V. Între timp, Kirk și Spock folosesc un mesaj codificat pentru a organiza o întâlnire. Kirk duce  Enterprise în Nebuloasa Mutara din apropiere; descărcările statice din interiorul nebuloasei fac scuturile inutile și compromite sistemele de navigare, ceea ce face ca Enterprise și Reliant să se lupte de la egal la egal. Spock observă că tacticile lui Khan sunt bidimensionale, indicând lipsa sa de experiență în lupta spațială, pe care Kirk o exploatează apoi pentru a dezactiva critic Reliant.
Rănit mortal, Khan activează Genesis, care va reorganiza toată materia în nebuloasă, inclusiv Enterprise. Dar echipajul lui Kirk detectează activarea programului Genesis și încearcă să iasă din raza sa de acțiune, dar unitatea warp a navei este deteriorată. Spock merge în sala mașinilor pentru a reface unitatea warp. Când McCoy încearcă să împiedice intrarea lui Spock, deoarece expunerea la niveluri ridicate de radiații ar fi fatală, Spock îl paralizează pe doctor cu atingerea vulcaniană și își unește mintea cu cea a doctorului când îi spune să-și "aducă aminte". Spock restaurează cu succes energia spre unitatea warp, iar Enterprise scapă de explozie. Explozia Genesis face ca gazul din nebuloasă să se transforme într-o nouă planetă, capabilă să susțină viața.
După ce a fost alertat de McCoy, Kirk sosește în sala mașinilor. Înainte să moară datorită otrăvirii prin radiații, Spock îi spune lui Kirk să nu se întristeze, deoarece decizia sa de a se sacrifica pentru a salva echipajul navei este una logică. Are loc o înmormântare spațială în camera torpilelor de pe Enterprise, iar capsula-sicriu a lui Spock este aruncată pe orbita noii planete. Echipajul pleacă pentru a elibera echipajul lui Reliant de pe Ceti Alpha V. Sicriul lui Spock ajunge la suprafața planetei Genesis.

## Distribuție
- William Shatner este James T. Kirk, un amiral al Flotei Stelare și fost comandant al navei Enterprise.
- Ricardo Montalbán este Khan Noonien Singh
- Leonard Nimoy este Vulcanianul Spock
- Walter Koenig este Pavel Chekov
- Kirstie Alley este Saavik